# 阿迪爾·巴巴里
阿迪爾·巴巴里（Adil Barbari，1993年5月27日—）是一名阿爾及利亞自行車運動員，主攻公路賽項目，現屬於杜拜勝利職業自行車隊。他曾獲得非洲運動會個人公路賽和個人計時賽季軍。

## 外部連結
- procyclingstats.com （页面存档备份，存于）